# Nordhof (Dietramszell)

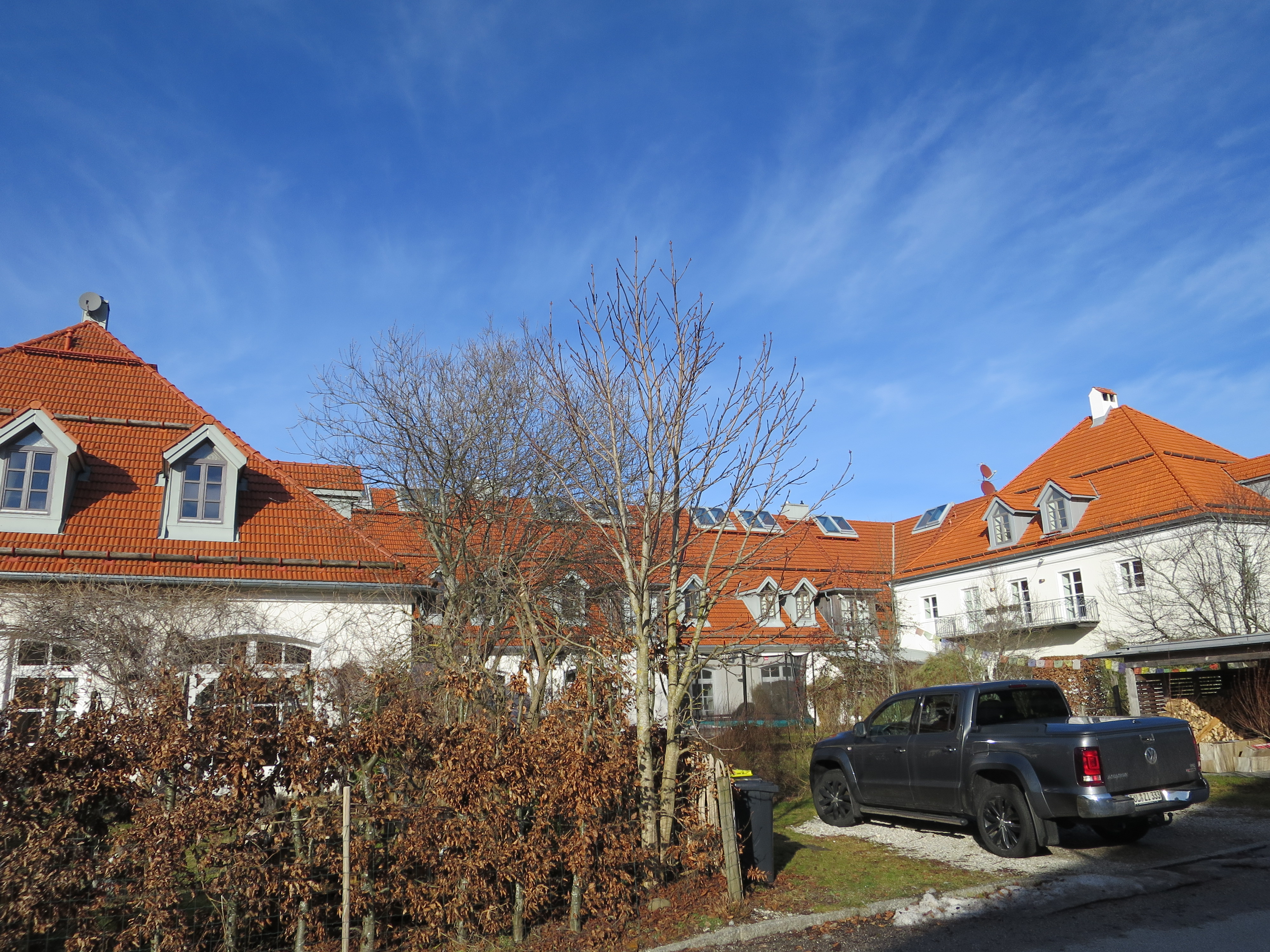
Nordhof

Nordhof ist ein Ortsteil der Gemeinde Dietramszell im oberbayerischen Landkreis Bad Tölz-Wolfratshausen.

## Geografie
Die als Einöde ausgewiesene Ortschaft ist inzwischen mit dem Ortsteil Schönegg baulich verbunden. Zum Hauptort beträgt die Entfernung etwa einen halben Kilometer. Nordhof gehörte bereits vor der Gebietsreform in Bayern zu Dietramszell.

## Einwohner
1950 wohnten im Ort 16 Personen, bei der Volkszählung 1987 war er unbewohnt.

## Baudenkmal
Der Nordhof, ehemals Schwaighof, ist in die Liste der Baudenkmäler eingetragen.